# 大安街道 (三门峡市)
大安街道，是中华人民共和国河南省三門峽市湖滨区下辖的一个乡镇级行政单位。

## 行政区划
大安街道下辖以下地区：
坝头社区。